# Saurita lacteipars
Saurita lacteipars är en fjärilsart som beskrevs av Paul Dognin 1914. Saurita lacteipars ingår i släktet Saurita och familjen björnspinnare. Inga underarter finns listade.